# Wiltonia
Genre
Wiltonia est un genre d'araignées aranéomorphes de la famille des Orsolobidae.

## Distribution
Les espèces de ce genre sont endémiques de Nouvelle-Zélande.

## Liste des espèces
Selon World Spider Catalog (version 15.5, 4/11/2014) :
- Wiltonia elongata Forster & Platnick, 1985
- Wiltonia eylesi Forster & Platnick, 1985
- Wiltonia fiordensis Forster & Platnick, 1985
- Wiltonia graminicola Forster & Platnick, 1985
- Wiltonia lima Forster & Platnick, 1985
- Wiltonia nelsonensis Forster & Platnick, 1985
- Wiltonia pecki Forster & Platnick, 1985
- Wiltonia porina Forster & Platnick, 1985
- Wiltonia rotoiti Forster & Platnick, 1985

## Étymologie
Ce genre est nommé en l'honneur de Cecil Louis Wilton.

## Publication originale
- Forster & Platnick, 1985 : A review of the austral spider family Orsolobidae (Arachnida, Araneae), with notes on the superfamily Dysderoidea. Bulletin of the American Museum of Natural History, no 181, p. 1-229 (texte intégral).